# Lies of P
Lies of P je jihokorejská soulsovka, kterou vyvinulo studio Round8 Studio a vydala společnost Neowiz Games. Hra je volně založena na italském románu Pinocchiova dobrodružství od Carla Collodiho z roku 1883. Byla vydána 19. září 2023 pro PlayStation 4, PlayStation 5, Windows, MacOS, Xbox One a Xbox Series X/S.
Lies of P získala od kritiků vesměs pozitivní recenze.

## Hratelnost
Lies of P je jihokorejská soulsovka z pohledu třetí osoby. Hráč ovládá humanoida Pinocchia a pěšky prochází městem Krat, prozkoumává prostředí a bojuje s různými biomechanickými nepřáteli. Pinocchio používá proti nepřátelům arzenál zbraní, jako jsou meče a sekery. Pinocchio může uhýbat a blokovat údery nepřátel, má mechanickou ruku, kterou lze vybavit pomůckami, jako je například hák na přilákání nepřátel nebo plamenomet. Systém zbraní a craftingu nabízí 30 různých typů zbraní se 100 kombinacemi. Hra obsahuje mechaniku lhaní, kdy rozhodnutí, která hráč učiní během určitých pasáží, ovlivňují průběh událostí, což vede ke třem různým koncům.
Hratelnost hry Lies of P byla označena za „soulsovku“ a přirovnávána k hrám Dark Souls, Bloodborne a Sekiro.